# DNA Lover
DNA Lover (en hangul, DNA 러버; McCune-Reischauer, DNA rŏbŏ) es una serie de televisión surcoreana escrita por Jung Soo-mi, dirigida por  Sung Chi-wook, y protagonizada por Jung In-sun, Choi Si-won, Lee Tae-hwan y Jung Yoo-jin.  Se emitirá por el canal TV Chosun desde el 17 de agosto hasta el 6 de octubre de 2024, en horario de sábados y domingos a las 21:10 (hora local coreana).

## Sinopsis
DNA Lover es una comedia romántica que estimula los cinco sentidos en la que Han So-jin, una investigadora genética que ha fracasado en numerosas relaciones, finalmente encuentra a su media naranja a través de los genes.

## Reparto

### Principal
- Jung In-sun como Han So-jin, una investigadora del Centro de Genes Beneficiosos imbuida de temperamento otaku, que está obsesionada con encontrar la «coincidencia genética» perfecta.[4][5]
- Choi Si-won como Shim Yeon-woo, un obstetra y ginecólogo altamente capaz y sensible en el hospital Shim. Un médico que combina habilidades profesionales y amor paternal con un cuidado infinito para las mujeres embarazadas y los bebés.[6][7][8]
- Lee Tae-hwan como Seo Kang-hoon, un apuesto bombero que siempre responde a las llamadas de So-jin. Es un hombre que no puede cambiar de opinión una vez que toma una decisión, ya sea sobre el trabajo o las personas.[7][9][10]
- Jung Yoo-jin como Jang Mi-eun, una mujer que entiende la vida genial de su exnovio Yeon-woo. Es la columnista de citas número uno en televisión. Partidaria del poliamor y las relaciones no exclusivas, afirma que «una mujer que espera todo de un hombre está destinada a salir lastimada».[11][12][13]

### Secundario
- Lee Si-hoon como Yeo Jeong-tam, endocrinólogo del hospital Shim y compañero de clase de Yeon-woo.[14][15]
- Lee Soo-bin como Son Ah-ri, investigadora del Centro de Genes Beneficiosos y colega y alma gemela de So-jin.
- Bang Eun-jung como Nam Sung-mi, la compañera bombera de Kang-hoon, es también una artista marcial aficionada conocida como el Puño de Fuego de Yeoksam-dong.[16]
- Lee Cheol-woo como el padre Andrea, un sacerdote que está dispuesto a dar su vida por Dios.[15]
- Park Sung-geun como Shim Sung-hoon, el padre de Yeon-woo, un obstetra y ginecólogo que fue conocido en otro tiempo como la Mano de Dios.[14][15]
- Jeong Min-sung como Seo Hyung-chul, padre de Kang-hoon y propietario de un restaurante de sushi.[14][15]
- Seo Ji-young como Yoo Myung-hee, madre de So-jin y artista de instalaciones.[17]
- Jung Yi-rang como la enfermera jefe que trabaja con Yeon-woo; es estricta pero confiable para las mujeres embarazadas durante el parto.[15][18]
- Yoon Seul como Yoo Young-ah, una mujer embarazada a la que le diagnostican una anomalía y tiene que tomar una decisión difícil.[19]

### Apariciones especiales
- Leeteuk como el propietario de un bar de karaoke (episodio 5).[20][21]
- Shindong como empleado de un bar de karaoke (episodio 5).[20][21]

## Producción
DNA Lover está producida por High Ground, IP Box Media y Pan Entertainment, y es la primera comedia romántica que se emite en la historia del canal TV Chosun, por lo que generó expectativas sobre cómo sería acogida por el público habitual del mismo; es una colaboración entre el director Sung Chi-wook, quien dirigió también Mañana y Kairos, y la guionista Jeong Su-mi, quien fue reconocida por su cuidada composición y sus agudas habilidades de escritura en Born Again.
El 30 de noviembre de 2023 se anunció que tanto Choi SI-won como Jung In-sun estaban considerando favorablemente protagonizar la serie. Para Lee Tae-hwan es su primer trabajo después de haber terminado el servicio militar. En el caso de Jung In-sun, la serie representa su vuelta a televisión tras una ausencia de más de dos años (Let Me Be Your Knight, SBS, 2021). Según declaró en la presentación de la obra, dio muchas sugerencias sobre su personaje al director, que junto con la guionista le dieron libertad para crear el personaje. También Jung Yoo-jin vuelve a televisión después de dos años (Curtain call, KBS2, 2022).
La serie estaba programada en principio para salir al aire en junio de 2024, pero después sufrió un retraso de dos meses. El 8 de abril se revelaron los personajes de los cuatro protagonistas.
El 11 de junio el equipo de producción lanzó el primer avance de la serie, y también distribuyó imágenes de la primera lectura del guion. Una semana después distribuyó un primer cartel, y el 4 de julio un «cartel de dos personas» con los personajes de Choi Si-won y Jung In-sun. El 13 de agosto se presentó la producción en el hotel Glad Yeouido, Yeongdeungpo-gu, Seúl, con la presencia del director y los cuatro protagonistas.

## Audiencia
| Episodio | Fecha de emisión         | Índices de audiencia (Nielsen Korea) |
| --- | ------------------------ | ------------------------------------ |
| 1 | 17 de agosto de 2024     | 1,132 % (17.ª)                       |
| 2 | 18 de agosto de 2024     | 0,62 % (42.ª)                        |
| 3 | 24 de agosto de 2024     | 0,776 % (27.ª)                       |
| 4 | 25 de agosto de 2024     | 0,757 % (35.ª)                       |
| 5 | 31 de agosto de 2024     | 0,627 % (33.ª)                       |
| 6 | 1 de septiembre de 2024  | 0,578 % (42.ª)                       |
| 7 | 7 de septiembre de 2024  | 0,704 % (31.ª)                       |
| 8 | 8 de septiembre de 2024  | 0,644 % (37.ª)                       |
| 9 | 14 de septiembre de 2024 | 0,727 % (27.ª)                       |
| 10 | 15 de septiembre de 2024 | 0,632 % (34.ª)                       |
| 11 | 21 de septiembre de 2024 | 0,609 % (33.ª)                       |
| 12 | 22 de septiembre de 2024 | 0,897 % (29.ª)                       |
| 13 | 28 de septiembre de 2024 | 0,555 % (36.ª)                       |
| 14 | 29 de septiembre de 2024 | 0,689 % (35.ª)                       |
| 15 | 5 de octubre de 2024     | 0,699 % (29.ª)                       |
| 16 | 6 de octubre de 2024     | 0,798 % (32.ª)                       |
| Promedio | Promedio                 | 0,715 %                              |
| - En la tabla superior, los números azules representan las calificaciones más bajas y los números rojos representan las más altas. - Esta serie se transmite en un canal de cable/televisión de pago, que normalmente tiene una audiencia menor respecto a las emisoras de televisión públicas/gratuitas (KBS, SBS, MBC y EBS). |                          |                                      |